# Kardasov-skála

Az emberi civilizáció fejlődése a Kardasov-skálán a 20. és a 21. században

A Kardasov-skála (jellemzően elképzelt idegen, az emberinél fejlettebb) civilizációk technológiai fejlettségének mérőszáma, amelyet Nyikolaj Szemjonovics Kardasov szovjet csillagász javasolt 1964-ben. A skála elméleti, mivel jelenleg csak az emberi civilizációt ismerjük. Alapvetően három fokozatba sorolja a civilizációkat:
- 1-es típus: bolygójának;
- 2-es típus: csillagának és bolygórendszerének;
- 3-as típus: galaxisának erőforrásait (teljes mértékben) uralja.

A skálán a fokozatok között törtszámokkal jellemezhető fejlettségi szintek is elképzelhetőek, ez esetben az emberi civilizáció fejlettsége napjainkban 0,7–0,75 között van.
„Az 1-es típusú, globális civilizáció  annyi energiát használ fel, mint  amennyi napenergia a bolygónkat éri. Ez körülbelül 1016–1017 watt. A 2-es típusú központi csillaga energiáját használja fel, a 3-as pedig galaktikus. Jelenleg mi 0,7-es típus vagyunk: globális civilizációvá fejlődünk, de még nem tartunk ott. Nagyjából 1013 watt energiát fogyasztunk” – idézet az UFO című filmből (2018).

## Fordítás
Ez a szócikk részben vagy egészben  a(z)   Шкала Кардашёва című orosz Wikipédia-szócikk ezen változatának fordításán alapul.  Az eredeti cikk szerkesztőit annak laptörténete sorolja fel. Ez a jelzés csupán a megfogalmazás eredetét és a szerzői jogokat jelzi, nem szolgál a cikkben szereplő információk forrásmegjelöléseként.